# South Coffeyville
South Coffeyville – miasto w Stanach Zjednoczonych, w stanie Oklahoma, w hrabstwie Nowata.